# Gabriel Gottfried Bredow
Gabriel Gottfried Bredow, född 14 december 1773 i Berlin, död 5 september 1814 i Breslau, var en tysk historiker.
Bredow blev 1804 professor i historia i Helmstedt, 1809 i Frankfurt an der Oder och 1811 i Breslau. Hans mest kända arbeten är skolböckerna Umständliche Erzählungen der merkwürdigsten Begebenheiten aus der allgemeinen Weltgeschichte (1810, 15:e upplagan 1866; "Berättelser ur allmänna historien", andra upplagan 1844-45) och Merkwürdige Begebenheiten aus der allgemeinen Weltgeschichte (1810; 37:e upplagan 1880, "Första begreppen i allmänna historien, för begynnare" 1835; sjunde upplagan 1866).